# Берестянська сільська рада (Новоселицький район)
Берестя́нська сільська́ ра́да — адміністративно-територіальна одиниця та орган місцевого самоврядування в Новоселицькому районі Чернівецької області. Адміністративний центр — село Берестя.

## Загальні відомості
- Населення ради: 836 осіб (станом на 2001 рік)

## Населені пункти
Сільській раді були підпорядковані населені пункти:
- с. Берестя

## Склад ради
Рада складалася з 14 депутатів та голови.
- Голова ради: Гульпе Валентина Олексіївна
- Секретар ради: Кочурка Раду Порфирович

### Керівний склад попередніх скликань
| Прізвище, ім'я, по батькові | Основні відомості                                                                       | Дата обрання | Дата звільнення |
| --------------------------- | --------------------------------------------------------------------------------------- | ------------ | --------------- |
| Гульпе Валентина Олексіївна | Сільський голова, 1957 року народження, освіта середня спеціальна, член Народної партії | 26.03.2006   | 31.10.2010      |
| Гульпе Валентина Олексіївна | Сільський голова, 1957 року народження, освіта середня спеціальна, позапартійна         | 31.10.2010   |                 |

Примітка: таблиця складена за даними сайту Верховної Ради України

### Депутати
За результатами місцевих виборів 2010 року депутатами ради стали:

#### За суб'єктами висування
| Суб'єкт висування | Кількість обраних депутатів | %    |
| ----------------- | --------------------------- | ---- |
| Самовисування     | 12                          | 85,7 |
| Народна партія    | 2                           | 14,3 |

#### За округами
| № округу       | Прізвище, ім'я, по батькові  | Дата визнання обраним | Освіта  | Партійна приналежність | Відомості про обраного депутата                      |
| -------------- | ---------------------------- | --------------------- | ------- | ---------------------- | ---------------------------------------------------- |
| Народна Партія |                              |                       |         |                        |                                                      |
| 8              | Басараб Віорел Антонович     | 03.11.2010            | середня | позапартійний          | тимчасово не працює                                  |
| 9              | Скрипник Валерій Іванович    | 03.11.2010            | вища    | позапартійний          | Берестянська загальноосвітня школа, вчитель          |
| Самовисування  |                              |                       |         |                        |                                                      |
| 1              | Бишка Борис Іванович         | 03.11.2010            | середня | позапартійний          | тимчасово не працює                                  |
| 2              | Данилов Іван Георгійович     | 03.11.2010            | середня | позапартійний          | фельдшерсько-акушерський пункт с. Берестя, завідувач |
| 3              | Буза Василь Порфирович       | 03.11.2010            | середня | позапартійний          | тимчасово не працює                                  |
| 4              | Кочурка Раду Порфирович      | 03.11.2010            | вища    | позапартійний          | Берестянська сільська рада, секретар                 |
| 5              | Рурак Іван Онуфрійович       | 03.11.2010            | середня | позапартійний          | пенсіонер                                            |
| 6              | Буза Любов Василівна         | 03.11.2010            | вища    | позапартійна           | Берестянська загальноосвітня школа, вчитель          |
| 7              | Кочурка Марія Олексіївна     | 03.11.2010            | вища    | позапартійна           | Берестянська загальноосвітня школа, вчитель          |
| 10             | Чеботар Анатолій Михайлович  | 03.11.2010            | середня | позапартійний          | тимчасово не працює                                  |
| 11             | Мазилу Тома Іванович         | 03.11.2010            | середня | позапартійний          | ФГ «Борич», фермер                                   |
| 12             | Стець Анатолій Дмитрович     | 03.11.2010            | середня | позапартійний          | пенсіонер                                            |
| 13             | Молдованов Федір Васильович  | 03.11.2010            | середня | позапартійний          | тимчасово не працює                                  |
| 14             | Главицький Анатолій Якимович | 03.11.2010            | середня | позапартійний          | Новоселицький РВОНО, інструктор                      |